# Тарзан и Джейн
«Тарзан и Джейн» (англ. Tarzan & Jane) — мультфильм студии Уолта Диснея, выпущенный 23 июля 2002 года непосредственно на DVD. Сиквел мультфильма «Тарзан» 1999 года.

## Сюжет
Действие происходит год спустя после событий первого фильма. В мире бушует Первая мировая война. Джейн готовится к первой годовщине и не может решить, что подарить своему мужу Тарзану. Она предполагает устроить вечеринку, но лучшие друзья Тарзана напоминают, как им однажды помешал неожиданный приезд подруг Джейн. Отношения между ними и Тарзаном сперва не сложились. После ещё ряда воспоминаний Джейн отказывается от своей идеи и с грустью возвращается домой, но обнаруживает, что Тарзан уже подготовил вечеринку. Оказалось, что её отец, Терк и Тантор просто стремились помешать ей испортить сюрприз Тарзана.

## Роли озвучивали
- Майкл Т. Вайз — Тарзан
- Оливия Д’Або — Джейн Портер
- Эйприл Уинчелл — Тёрк
- Джим Каммингс — Тантор / Меркус
- Джефф Беннетт — профессор Архимед Кью. Портер
- Грей ДеЛайл — Гринли
- Алексис Денисоф — Найджел Тейлор
- Джон О’Хёрли — Найлз
- Николлетт Шеридан — Элеонор
- Тара Стронг — Хэйзел

## Структура
Мультфильм состоит из 3 отдельных эпизодов сериала «Легенда о Тарзане» (последних из показанных по телевидению), а также нескольких фрагментов, объединяющих сюжетную линию.
- «Tarzan & The British Invasion» / «Тарзан и Вторжение британцев»
- «Tarzan & The Volcanic Diamond Mine» / «Тарзан и Алмазные копи»
- «Tarzan & The Flying Ace» / «Тарзан и Лётчик-ас»

Эпизоды были сняты не в порядке выхода их в эфир. По мотивам сериала и этих трёх эпизодов была создана мини-игра, выпущенная в качестве бонуса на DVD-издании фильма.